# Daniel Sanchez (Fußballspieler, 1953)
Daniel Sanchez (* 21. November 1953 in Oujda, Marokko) ist ein ehemaliger französischer Fußballspieler und Fußballtrainer.

## Karriere
Sanchez begann seine Profilaufbahn 1972 beim Erstligisten OGC Nizza. Für Nizza bestritt er 198 Erstligaspiele und schoss dabei 50 Tore. 1972/73 und 1975/76 wurde er mit dem Verein Vizemeister der Division 1. 1978 erreichte er das Finale des Coupe de France. 1981 wechselte er zu Paris Saint-Germain. 1982 gewann er mit dem Verein den Coupe de France. 1982 wechselte er zu FC Mulhouse. Am Ende der Saison 1982/83 stieg der Verein in die zweiten Liga ab. 1983 wechselte er zu AS Saint-Étienne. Am Ende der Saison 1983/84 stieg der Verein in die zweiten Liga ab. 1985 wechselte er zu AS Cannes. 1987 beendete er seine Karriere als Fußballspieler.

## Erfolge
Paris Saint-Germain
- Französischer Pokalsieger: 1981/82